# Zhongxiang (meteoryt)
Zhongxiang (inna nazwa: Zhong-Xiang) – meteoryt żelazny znaleziony 1981 w chińskiej prowincji  Hubei. Całkowita masa meteorytu jaką obecnie dysponuje się wynosi 100 kg. Meteoryt Zhongxiang jest jednym z sześciu zatwierdzonych meteorytów znalezionych w tej prowincji.